# Podstrání
Podstrání (německy Ehrlich) je malá vesnice, část obce Rovná v okrese Sokolov v Karlovarském kraji. Nachází se asi 3,5 kilometru východně od Rovné. Dříve osadu tvořilo několik lokalit, známých jako Horní, Střední a Dolní Erhlich, spadajících pod královské horní město Čistá. Je zde evidováno 15 adres, v roce 2011 zde trvale žilo jedenáct obyvatel.
Osadou protéká Lobezský potok, do kterého se nad osadou vlévá Chalupecký potok. Podstráním prochází silnice II/210 ze Sokolova do centrální části Slavkovského lesa. Přibližně 0,5 kilometru východně od Podstrání směrem na Teplou se nachází Důl Jeroným s adresou Podstrání čp. 13.
Podstrání leží v katastrálním území Čistá u Rovné o rozloze 13,93 km², katastrálním území Milíře u Rovné o rozloze 5,85 km²
a v katastrálním území Vranov u Rovné o rozloze 15,77 km².

## Historie
První písemná zmínka o vesnici pochází z roku 1863.
Po skončení druhé světové války došlo k odsunu německého obyvatelstva a místo nich přišla armáda do nově vzniklého Vojenského výcvikového prostoru Prameny. Po opouštění vojenského prostoru v roce 1953 nezůstalo z původní osady praktiky nic. Na základech původních stavení či mlýnů byly postaveny rekreační objekty.

## Obyvatelstvo
| Rok            | 1869  | 1880  | 1890  | 1900  | 1910  | 1921  | 1930  | 1950 | 1961 | 1970 | 1980 | 1991 | 2001 | 2011 | 2021 |
| -------------- | ----- | ----- | ----- | ----- | ----- | ----- | ----- | ---- | ---- | ---- | ---- | ---- | ---- | ---- | ---- |
| Počet obyvatel | 2 654 | 2 519 | 2 340 | 2 147 | 1 891 | 1 715 | 1 595 | 6    | 21   | 41   | 31   | 7    | 11   | 11   | 14   |
| Počet domů     | 379   | 386   | 374   | 354   | 348   | 342   | 343   | 1    | 9    | 9    | 7    | 11   | 9    | 7    | 10   |

## Obecní správa
Při sčítání lidu v letech 1961–1969 Podstrání bylo částí obce Kostelní Bříza v okrese Sokolov. Od 1. července 1969 je částí obce Rovná v okrese Sokolov.